# Oblaznitsia
Oblaznitsia (en ukrainien : Облазниця) est un village du Raion de Jydatchiv dans l'oblast de Lviv, à l'ouest de l'Ukraine. 

## Présentation
Le village d'Oblaznitsia se situe environ à 50 kilomètres au sud de Lviv. 
L'église Saint-Eustache du village est entièrement en bois.